# Loyle Carner
Benjamin Coyle-Larner, beter bekend onder zijn artiestennaam Loyle Carner, is een Britse rapmuzikant uit Zuid-Londen. Zijn artiestennaam is een spoonerisme van zijn achternaam. Zijn muziek wordt door The Guardian omschreven als "confessionele hiphop".
Het debuutalbum van Loyle Carner, Yesterday's Gone, werd in januari 2017 uitgebracht. Het album oogstte veel lof en werd ook genomineerd voor de Mercury Prize van 2017. Zijn tweede album, Not Waving, But Drowning werd gelanceerd in april 2019. In oktober 2022 volgde dan met 'hugo' zijn derde album.

## Carrière

### Persoonlijk leven
Loyle Carner werd geboren in Lambeth in Zuid-Londen. Hij groeide echter op in Zuid-Croydon. Dat onder de vleugels van zijn moeder, Jean en zijn stiefvader, Nik. Hij heeft ook nog een jongere halfbroer, Ryan. Met zijn biologische vader had hij weinig contact. Carner werd ook gediagnosticeerd met ADHD en dyslexie.
De rapper is een fan van de Engelse voetbalclub Liverpool FC. Desondanks treedt hij steeds op met een sjaal of shirt van Eric Cantona in de hand. Dit is een eerbetoon aan zijn stiefvader, die in 2016 overleed aan een plotselinge dood bij epilepsie. Hij was namelijk een gepassioneerd fan van Man Utd en het Franse clubicoon. Al deze onderwerpen komen ook aan bod in zijn debuutalbum, Yesterday's Gone. Naast muzikant is Carner ook een fervent kok. Onder het project Chili Con Carner gaat hij koken met kinderen met ADHD.

### Muziekcarrière
Zijn eerste optreden vond plaats in The Button factory in Dublin, Ierland in oktober 2012. Dat als support-act van MF Doom. Zijn eerste EP, A Little Late, lanceerde hij in september 2014. Hierna vergezelde hij enkele andere artiesten op tour zoals Joey Badass en Kate Tempest. In augustus 2016 mocht hij het voorprogramma spelen van de iconische rapper Nas. Dat in de O2 Academy in Bristol.
Op zijn eerste album was het wachten tot begin 2017. Yesterday's Gone werd uiteindelijk gelanceerd op 20 januari 2017. Zijn sound hierin, met jazz- en soul-invloeden, kreeg een positief onthaal. Ook in België, waar hij ondertussen al enkele keren live te beluisteren was. In de zomer van 2017 stond hij op het programma van zowel Couleur Café, als dat van Dour. Op 19 oktober van datzelfde jaar speelde Loyle Carner ook voor een uitverkochte AB Box in Brussel.
Twee jaar na de release van zijn debuutalbum, Yesterday's Gone, kwam Loyle Carner op 19 april 2019 uit met de opvolger: Not Waving, But Drowning. Carner werkt op de plaat samen met enkele namen als Jorja Smith & Sampha. Ook Tom Misch en Jordan Rakei zijn weer van de partij. Het album klom meteen op tot nummer 3 op de Britse Charts. Een maand later, op 15 mei 2019, speelt Loyle Carner in een uitverkochte Botanique 'Rondo'. 
Ook niet geholpen door het coronavirus duurt het hierna even vooraleer Carner opnieuw echt van zich laten horen. Optredens zijn schaars en afgezien van één nummer komt de Brit ook niet met nieuwe tunes op de proppen. Echter is hij hard aan het werk in de periode tussen 2020 en 2022 waar uiteindelijk in oktober van 2022 het album 'hugo' het fantastische resultaat van is. De populariteit van Loyle Carner is intussen flink toegenomen, getuige zijn volledig uitverkochte tournee met ook passages in de AB van Brussel en de Wembley Arena in Londen. Met de song Nobody Knows won hij ook de award van 'Hottest Record of the Year' van de BBC.

### Awards
- Yesterday's Gone - nominatie Mercury Price 2017
- Britse Solo Artist bij NME Awards 2018
- BRIT Awards Nominatie voor Mannelijke solo artist van het jaar 2018
- BBC's Hottest Record off the Year 2022

## Discografie

### Albums
- Yesterday's Gone (2017)
- Not Waving, But Drowning (2019)
- hugo (2022)
- Hopefully! (2025)

### Ep's
- A Little Late (2014)

- Gemeinsame Normdatei: 1135695040
- International Standard Name Identifier: 0000 0004 6012 1584
- MusicBrainz: 09589937-20f0-40f8-a473-b22a0bac9ce5
- Virtual International Authority File: 473149196283374790730
- WorldCat: E39PBJhMqhM7DwRxMYfPYy9Yyd